# Gnamptogenys haytiana
Gnamptogenys haytiana é uma espécie de formiga do gênero Gnamptogenys.